# Cratere MacDonald
MacDonald  è un cratere sulla superficie di Venere. Deve il proprio nome all'eroina scozzese Flora MacDonald (in gaelico scozzese Fionnghal NicDhòmhnaill; 1722-1790).